# Йосиф Ясенчук
Йосиф Васильович Ясенчук (5 березня 1893, с. Звиняч, нині Чортківського району Тернопільської області — 3 вересня 1970, Ванкувер, Канада) — український поет-самоук, громадський діяч у Канаді.

## Життєпис
Народився 5 березня 1893 року в селі Звинячі тодішнього Чортківського повіту Королівства Галичини та Володимирії Австро-Угорщини.
У 1911 р. емігрував до Канади. Воював у складі канадської армії в роки Першої світової війни. Після повернення до Канади закінчив технічну школу в Едмонтоні, поселився в м. Белис. Організував Товариство «Просвіта», був посадником у м. Белис.
У 1937 р. переїхав до Ванкувера. Був головою Комітету українців Канади, членом інших громадських організацій.
Помер 3 вересня 1970 року.

## Творчість
Автор збірки віршів «Канадійський кобзар» (1918), драматичних творів «Слава Україні», «Поміч в нещастю», «Вефлеємська ніч» та інших.
- Ясенчук Й. Канадийский Кобзар / Йосиф Ясенчук. – Едмонтон : Укр. книгарня, 1918. – 64 с. [Архівовано 3 жовтня 2018 у Wayback Machine.]